# Vickers VC.1 Viking
Віккерс Вікінг (англ. Vickers VC.1 Viking) — британський двомоторний пасажирський літак, створений на основі бомбардувальника Віккерс Веллінгтон. Був одним із основних пасажирських літаків британських авіакомпаній до появи на початку 1950-х років турбогвинтових авіалайнерів, таких як Віккерс Вайкаунт. Експериментальний Вікінг із турбореактивними двигунами Роллс-Ройс Нін став першим у світі реактивним пасажирським літаком.

## Модифікації
Viking
Прототипи з двома двигунами Брістоль Геркулес 130 потужністю 1675 лс (1250 кВт).
Viking 1A
Перші серійні літаки, що мали геодезичну конструкцію, оснащувалися двома двигунами Брістоль Геркулес 630 потужністю 1690 лс (1261 кВт). Збудовано 19 літаків.
Viking 1
Серійні літаки з суцільнометалевою конструкцією крил і фюзеляжу оснащувалися двома двигунами Брістоль Геркулес 634 потужністю 1 690 к.с. (1 261 кВт). Частину машин перероблено з Viking 1A, всього 48 літаків.
Viking 1B
Viking 1 з подовженим фюзеляжем. Збудовано 113 літаків.
Nene Viking
Один Viking 1B, переоснащений для випробувань двох турбореактивних двигунів Роллс-Ройс Нін I тягою 2250 кг (22,24 кН). Пізніше був перероблений у Viking 1B та використовувався авіакомпанією Eagle Aviation.
Viking C2
Позначення Королівських військово-повітряних сил Великобританії. Виготовлено 16 літаків, частина з них використовувалася авіакомпаніями як пасажирські під позначенням Viking 1B.
Valetta C2
Військово-транспортна модифікація з великим вантажним люком та посиленою конструкцією підлоги. Побудовано 263 літаки.
Varsity T1
Навчально-тренувальний літак на базі Valetta, мав тристійкове шасі з носовою стійкою. Побудовано 163 літаки.

## Технічні характеристики
- Екіпаж: 2
- Пасажиромісткість: 24 - 27 в залежності від компонування салону
- Довжина: 19,86 м
- Розмах крила: 27,20 м
- Висота: 5,97 м
- Площа крила: 81,93 м²
- Маса порожнього: 10433 кг
- Нормальна злітна маса: 15422 кг
- Силова установка: 2 × Брістоль Геркулес 634
- Потужність двигунів: 2 × 1 690 к.с. (2 × 1 261 кВт)
- Льотні характеристики
- Максимальна швидкість: 423 км/год
- Крейсерська швидкість: 338 км/год
- Практична дальність: 2736 км
- Практична стеля: 7 620 м